# Prestonia clarki
Prestonia clarki es una mariposa perteneciente a la familia Pieridae, es conocida como mariposa azufre sinaloense.

## Descripción
La longitud alar de los machos es de 30.5 a 32.0 mm. El margen costal es cóncavo, el ápice es redondo y el margen externo ligeramente ondulado. El margen anal o interno es curvo con constricción en el centro.  El color de la superficie de las alas anteriores en su vista dorsal es de color amarillo con triángulos marginales grises oscuros en las venas.  Las alas posteriores son de color amarillo tornándose anaranjadas hacia el margen externo. El margen costal es redondo al igual que el externo e interno. Ventralmente las alas anteriores y posteriores son de color amarillo. En las alas anteriores en el margen externo tiene lúnulas de color anaranjado (en vista dorsal son grises casi negras), y en las alas posteriores en la región postmedia tiene una serie de manchas con escamas cafés y en la cédula discal una mancha redonda café y otra redonda cerca de la cédula entre las venas M2 y M2.  Cabeza, tórax y abdomen son de color amarillo. Tiene antenas cortas de color café con la punta amarilla.  La hembra es parecido al macho el color de fondo es amarillento y más apagado la longitud de las alas anteriores es de 32.0 a 33.0 mm.

## Distribución
La distribución es muy restringida y solo se ha reportado en dos estados de la república mexicana, sureste de Oaxaca y centro y sur de Sinaloa. Habiendo unos pocos registros actualmente.

## Ambiente
Algunas de las extensiones donde se han registrado esta especie es la Selva baja caducifolia en Mazatlán, Sinaloa.

## Estado de conservación
No esta enlistada en la NOM-059, ni tampoco evaluada por la IUCN. Sin embargo, es una especie poco abundante.[cita requerida]